# Бовіно
Бовіно (італ. Bovino) — муніципалітет в Італії, у регіоні Апулія, провінція Фоджа.
Бовіно розташоване на відстані близько 250 км на схід від Рима, 130 км на захід від Барі, 31 км на південний захід від Фоджі.
Населення — 3385 осіб (2014).
Щорічний фестиваль відбувається 29 серпня. Покровитель — Maria SS. di Valleverde.

## Демографія
Населення за роками:

Станом на 1 січня 2023 року в муніципалітеті офіційно проживало 115 іноземців з 21 країни, серед них 47 громадян країн Євросоюзу та 3 громадяни України.

## Сусідні муніципалітети
- Аккадія
- Кастеллуччо-дей-Саурі
- Делічето
- Орсара-ді-Пулья
- Панні